# Volcán de Itá Pytã Punta
El Volcán de Itá Pytã Punta también conocido como Ita taka taka o Islote de Itá Pytã Punta es una pequeña isla fluvial ubicada en el río Paraguay en la ciudad de Asunción, capital del Paraguay, y más concretamente entre los barrios Ita Pyta Punta y San Antonio. Se trata de un volcán extinto que se formó con los actuales cerros Tacumbú y Lambaré, cuya composición esta formada por rocas ígneas. 

## Geología
El islote cuenta con una superficie de unas dos hectáreas que geológicamente está compuesta por rocas sedimentarias y volcánicas que datan del eoceno (48 Ma), el cual fue transformándose a partir de la erosión del cauce del río Paraguay. La isla también sirve como asentamiento importante para las aves acuáticas como el biguá, la garza blanca (Ardea alba) y los teros (Vanellus chilensis). En la Obra Bajoguá aparece como "itá taka taka" en referencia a las embarcaciones oriundas de la región.